# Deutsches Album
Deutsches Album è il secondo album in lingua tedesca del musicista inglese Peter Gabriel. È stato pubblicato simultaneamente al quarto album di Gabriel, Peter Gabriel (noto anche come IV o Security). Sia nel testo che nel missaggio, Deutsches Album si differenzia rispetto alla versione internazionale in lingua inglese.
In Deutsches Album l'ordine delle canzoni è diverso rispetto a Peter Gabriel (IV). Anche i cori sono stati ricantati in tedesco. Il primo disco di Gabriel in lingua tedesca, Ein Deutsches Album, era una mera traduzione dall'inglese.
Ancor prima dell'ascolto dell'album, le differenze più evidenti tra Peter Gabriel (IV) e Deutsches Album sono: lo scambio di posizione tra "San Jacinto" e "The Family and the Fishing Net" (in questo caso, "Das Fischernetz"); ci sono anche delle differenze di lunghezza delle tracce. Alcune canzoni sono infatti 15-30 secondi più lunghe o più corte delle versioni inglesi. Per esempio la traccia 8 ha un finale più lungo rispetto alla versione internazionale; la traccia 7 finisce invece prima. Altri cambiamenti possono essere notati solo con un ascolto comparato e simultaneo dei due dischi, ma sono evidenti anche alcune modifiche alle basi strumentali.

## Tracklist
Tutte le canzoni sono state scritte da Peter Gabriel. Traduzione dall'inglese al tedesco a cura di Peter Gabriel e Horst Königstein.
1. ”Der Rhythmus der Hitze” – 5:22
2. ”Das Fischernetz” – 6:50
3. ”Kon Takt!” – 4:31
4. ”San Jacinto” – 6:15
5. ”Schock den Affen” – 5:47
6. ”Handauflegen” – 6:08
7. ”Nicht die Erde hat dich verschluckt” – 6:03
8. ”Mundzumundbeatmung” – 4:54

## Musicisti
Vedi i musicisti di Peter Gabriel (IV o Security).